# Gabriel García Tassara

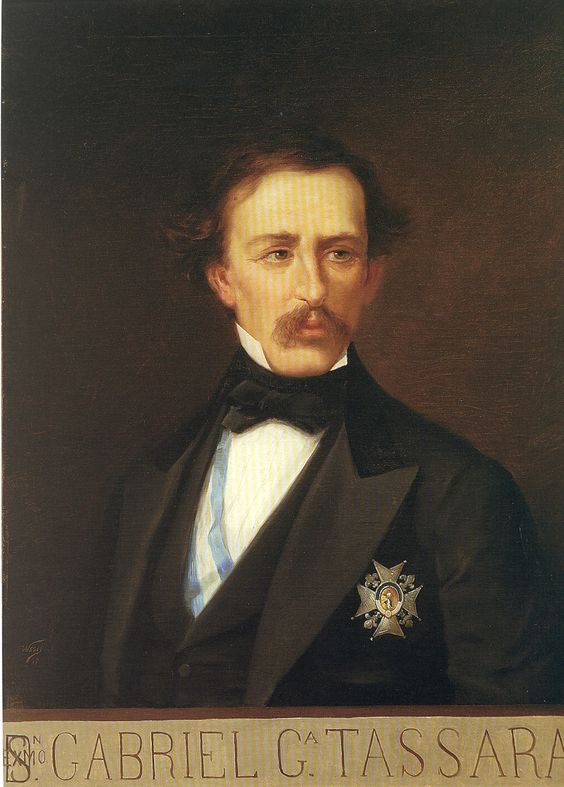
Gabriel García Tassara

Gabriel García Tassara, född den 19 december 1817 i Sevilla, död den 14 februari 1875 i Madrid, var en spansk skald, journalist och diplomat.
Tassara var en kort tid ambassadör i Washington, D.C., men ägnade sig därefter åt litterär verksamhet med Quintana som mönster. År 1869 var han dock ambassadör i London under några månader. Tre för Tassara mycket antipatiska historiska händelser, franska revolutionen 1848, den spanska 1868 och fransk-tyska kriget 1870, inspirerade många av hans dikter, av vilka kan nämnas Dios, Al firmamento, La fragata, A un amigo en la muerte de su esposa, Himno al Mesias, El nuevo Atila, A Dante, Recuerdos och den stora filosofiska dikten Un diabio más, först kallad Luzbel. I en samling Poesías (1872) tolkade Tassara sin vän Donoso Cortés idéer. Han översatte Horatius, Vergilius, Shakespeare med flera. Adolf Hillman skriver i Nordisk familjebok: "T. var en intressant typ för en romantiker med stark orientalisk biklang. Hans hymner och oden äro praktfulla och utmärkas af stor kraft och formsäkerhet."